# Thangbrand
Thangbrand (IJslands: Þangbrandr) was een waarschijnlijk Saksische of mogelijk Vlaamse missionaris die in de herfst van 997 door de Noorse koning Olav Tryggvason naar IJsland werd gestuurd om daar de inwoners tot het christendom te bekeren. Hij verbleef ongeveer twee jaar op IJsland. Hij baarde opzien door zijn gewelddadige methoden om het geloof te verbreiden. Vanwege het flinke aantal mannen dat hij tijdens zijn missiewerk doodde werd hij waarschijnlijk in 999 van IJsland verbannen.

## Beschrijving door Snorri Sturluson
Snorri Sturluson beschrijft hem als volgt:

Er was een Saksische priester in [Olafs] huis die Thangbrand heette, een passievolle, niet te controleren man, tevens een groot vechter en doder van mensen; maar ook een goede geleerde en een slimme man.

## Verloop van de missie
Thangbrand begon zijn missie in 997. Hij slaagde erin de IJslandse hoofdman Sidu-Hallr Þorsteinsson te bekeren. Hij reisde het hele land door en wist een aantal andere prominente IJslanders te overtuigen om gedoopt te worden of op zijn minst de prima signatio te ontvangen. Hij had echter meer tegenstanders dan volgelingen. De moeilijkheden waar hij tegen aanliep zijn vooral beschreven in de Brennu-Njáls saga dit op een "levendige, maar waarschijnlijk wat overdreven manier". Zo werd hij tot een duel uitgedaagd door Thorkell. Dit duel wist Thangbrand te winnen, hoewel hij in plaats van een schild alleen een crucifix droeg. Sommige van zijn vijanden zouden een tovenaar hebben betaald om zich van hem te ontdoen. De tovenaar voerde een offer uit en de grond opende zich onder Thangbrand. Zijn paard werd verzwolgen, maar Thangbrand te ontsnappen. De priester doodde verder de skald Vetrliði Sumarliðason die lasterlijke verzen (nid) over hem zou hebben gecomponeerd. Hij doodde ook een andere skald, Þorvaldr veili, die een troep mannen had verzameld om hem te doden. Steinunn, de moeder van Hofgarða-Refr, predikte het oude geloof aan hem, in een poging om de superioriteit van Thor boven Christus aan te tonen: "Hebt gij gehoord," zei ze, "hoe Thor Christus tot een tweegevecht uitdaagde en hoe hij niet durfde te vechten met Thor?"). Thangbrand zou ten slotte ook nog de dood van een berserker hebben veroorzaakt.
Omwille van het aanzienlijk aantal mannen dat hij intussen in korte tijd had gedood werd hij uiterlijk in 999 van IJsland verbannen.

## Voetnoten
1. ↑  Þangbrandr is de gebruikelijke vorm van zijn naam in alle Noorse en IJslandse bronnen op twee na: in Theodoricus monachus' Historia de Antiquitate Regum Norwagiensium wordt hij in Theobrandus genoemd en in de late Þórðarbók versie van het Landnámabók wordt hij Þorbrandr  genoemd.
2. ↑  Sage van koning Olaf Trygvason, Engelse vertaling door Laing.
3. ↑  Byock, 2001, blz. 299.
4. ↑  Sigurður Nordal suggereert hier een natuurlijke verklaring voor; hij brengt deze gebeurtenis met vulkanische activiteit die een jokulhlaup zou hebben veroorzaakt ("Þangbrandur á Mýrdalssandi". Festskrift til Finnur Jónsson 29. maj 1928. Kopenhagen, 1928).
5. ↑  Dasent, George Webbe (vertaald in het Engels). het verhaal van Burnt Njal, Edinburgh: Edmonston and Douglas, 1861.